# Świetlica środowiskowa

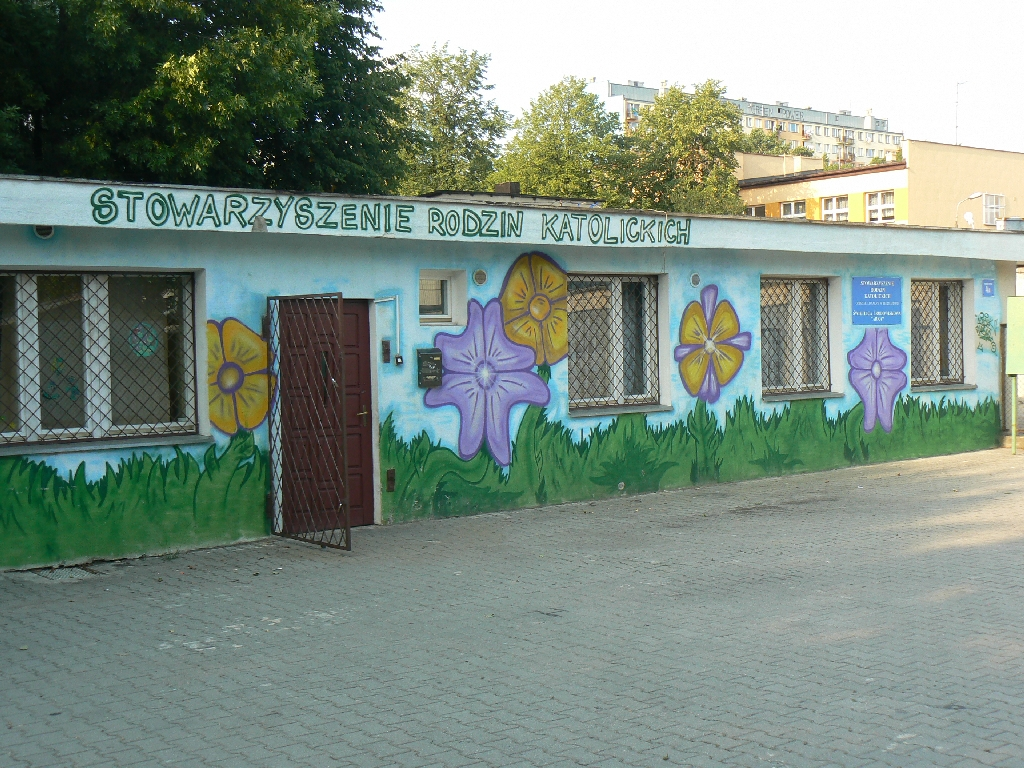
Budynek świetlicy środowiskowej „Arka” w Bełchatowie

Świetlica środowiskowa – ośrodek użyteczności publicznej, najczęściej działający na zasadzie wolontariatu, wspierający lokalną społeczność w procesie wychowywania dzieci i młodzieży. Działania świetlic środowiskowych najczęściej ukierunkowane są na dzieci i młodzież wywodzące się z rodzin patologicznych lub mających trudną sytuację materialną.

## Podstawy prawne działań świetlic środowiskowych
- Ustawa o pomocy społecznej z dnia 12 marca 2004 roku (Dz.U. z 2023 r. poz. 901),
- Ustawa o wspieraniu rodziny i systemie pieczy zastępczej z dnia 9 czerwca 2011 r. (Dz.U. z 2025 r. poz. 49),
- Ustawa o wychowaniu w trzeźwości i przeciwdziałaniu alkoholizmowi z dnia 26 października 1982 roku (Dz.U. z 2023 r. poz. 2151),
- akty prawa lokalnego uchwalane przez samorządy lokalne

## Ogólne cele działań świetlic środowiskowych
- współudział w procesie wychowywania z rodziną oraz szkołą
- pomoc w nauce
- zapewnianie posiłków podopiecznym
- organizacja czasu wolnego przez prowadzenie zajęć sportowo-rekreacyjnych
- działania mające na celu rozwój zainteresowań podopiecznych
- wsparcie psychologiczne, socjoterapeutyczne i materialne podopiecznych oraz ich rodzin